# Antonio Barreca
Antonio Barreca (* 18. März 1995 in Turin) ist ein italienischer Fußballspieler. Er steht aktuell beim FC Südtirol unter Vertrag.

## Karriere

### Im Verein
Barreca kam in Turin in einer sizilianischen Familie zur Welt. In der Jugend des FC Turin erlernte er das Fußballspielen. In der Saison 2014/14 kam er in der U-19-Mannschaft des Vereins zum Einsatz. Mit dieser erreichte er das Finale der Campionato Primavera, der höchsten Spielklasse für Nachwuchsmannschaften im italienischen Fußball. Jedoch ging das Finale gegen Chievo Verona im Elfmeterschießen verloren. Aufgrund von Verletzungen einiger Spieler der ersten Mannschaft wurde er in der Saison vom damaligen Turiner Trainer, Gian Piero Ventura, in den Profikader berufen. In seiner ersten Saison als Profi wurde er im Jahr 2014 an den Zweitligisten AS Cittadella ausgeliehen und kam in der Partie der dritten Runde der Coppa Italia gegen Sassuolo Calcio zum Einsatz. Das Spiel ging mit 4:1 verloren. Das erste Pflichtspieltor für den Verein gelang ihm in der Zweitligabegegnung gegen den FC Carpi, es endete 5:2 für Carpi. Im Jahr 2015 wurde er an Cagliari Calcio ausgeliehen. Aufgrund einer Rückkaufklausel hatte der FC Turin die Möglichkeit, ihn nach der Leihe fest zu verpflichten. Am 8. Spieltag der Saison 2015/2016 absolvierte er in der Partie gegen Novara Calcio sein erstes Pflichtspiel. Mit der Mannschaft wurde er am Ende der Saison Meister der Serie B und stieg somit in die Serie A auf. Anschließend kehrte er zum FC Turin zurück und kam 13. August 2016 in der dritten Runde der Coppa Italia gegen FC Pro Vercelli erstmals zum Einsatz. Die Partie wurde mit 4:1 gewonnen. Das erste Spiel in der Serie A folgte am 18. September 2016 im Heimspiel gegen den FC Empoli, hier wurde er für den ehemaligen Spieler des VfB Stuttgart, Cristian Molinaro, eingewechselt.
Im Sommer 2018 wechselte Barreca zur AS Monaco. Im Januar 2019 wurde er für ein halbes Jahr an Newcastle United ausgeliehen. Dort kam er allerdings nur ein Mal zum Einsatz. In der Saison 2019/20 wurde er an den CFC Genua ausgeliehen. 2020/21 folgte die Leihe an AC Florenz, 2021/22 an US Lecce. Im Anschluss an die Leihe nach Lecce verließ der Italiener Monaco fest und wechselte zu seinem ehemaligen Verein Cagliari Calcio. Im Sommer 2023 wechselte er zu Sampdoria Genua. Anfang Februar 2025 wechselte Barreca ligaintern zum FC Südtirol.

### In der Nationalmannschaft
Barreca lief bisher für die Italienische U-18-Nationalmannschaft, für die U-19-Auswahl sowie die U-20-Nationalmannschaft auf. Am 12. August 2015 kam er im Freundschaftsspiel gegen die Ungarn zu seinem Debüt in der U-21. Zudem gehörte er zum Kader der U-21-Fußball Europameisterschaft 2017 in Polen.

### Erfolge
- Italienischer Zweitligameister (2): 2015/16 (Cagliari Calcio) und 2021/22 (US Lecce)
- Aufstieg in die Serie A (3): 2015/16 (Cagliari Calcio), 2021/22 (US Lecce) und 2022/23 (Cagliari Calcio)